# Forcipomyia margaritae
Forcipomyia margaritae är en tvåvingeart som beskrevs av Ryszard Szadziewski 1983. Forcipomyia margaritae ingår i släktet Forcipomyia och familjen svidknott.
Artens utbredningsområde är Algeriet. Inga underarter finns listade i Catalogue of Life.